# Энрикес де Альманса, Мартин
Марти́н Энри́кес де Альма́нса (исп. Martín Enríquez de Almanza; ????, Кастилия, Испания — 13 марта 1583, Лима, Перу) — испанский колониальный чиновник из рода Энри́кесов. Вице-король Новой Испании 1568 по 1580, вице-король Перу с 1581 по 1583 год.

## Вице-король Новой Испании
Первым заданием на посту вице-короля стала ликвидация базы англичан на одном из карибских островов, откуда те совершали нападение на побережье и испанские корабли. После прибытия в Мехико он тут же взял на себя всю полноту власти и приступил к ликвидации проблем, оставшихся после предыдущего вице-короля. Также ему пришлось улаживать серьёзный конфликт, возникший между архиепископом и различными монашескими орденами, действовавшими в колонии.
В 1570 году Мартин Энрикес де Альманса лично возглавил поход против индейских племён, которые постоянно совершали нападения на испанцев. В этом походе вице-король основал военные форты Охуэлос и Портесуэлос, а также множество других городков и деревень.
В 1573 году по приказу вице-короля в Мехико началось строительство кафедрального собора, в его правление также было построено много новых монастырей, храмов и учебных заведений.

## Учреждение церковного суда
Во время правления Энрикеса де Альманса в Новой Испании была установлена система следствия Святой инквизиции. Первый следователь, Педро Мойа де Кантрерос, прибыл в Новую Испанию в 1571 году. Созданный судебный орган получил название «Tribunal del Santo Oficio» и состоял из высокопоставленных епископов, иногда под председательством архиепископа Мехико. В ведение нового органа входило наблюдение и управление религиозными обрядами испанцев и других европейцев и преследование и уничтожение любых еврейских сообществ и так называемых марранов. Также преследованию подвергались любые протестантские сообщества.
Вскоре этот религиозный суд стал весьма активным. Первыми жертвами инквизиции в Новом мире стали два англичанина и ирландец, сожжённые в Мехико 15 апреля 1574 года за «лютеранские ереси». В 1574 году были проведены первые аутодафе, на которых около 200 человек были осуждены и большинство из которых были принародно сожжены либо замучены в тайных темницах. Вице-король обязан был присутствовать на всех церемониях, связанных с этим судом.

## Отношение к индейцам
Энрикес де Альманса являлся активным защитником коренного населения колонии, он ввёл медицинское обслуживание для коренного населения, а также помогал в различных ситуациях. Так им были устроены несколько больниц после разразившейся эпидемии оспы, унёсшей около 3000 жизней. Он издал указы, в которых гарантировалась социальная защита от испанских хозяев и гарантировалась справедливая зарплата для индейцев, занятых на сельхозработах. Введённых мер было явно не достаточно, как правило, они просто игнорировались испанцами и коренное население эксплуатировалось и уничтожалось, как и прежде.

## Вице-король Перу
Испанский король Филипп II получал сведение о выдающихся успехах Энрикеса де Альманса на посту вице-короля Новой Испании и о многочисленных усовершенствованиях, произведённых в колонии. Учтя его положительную работу, король решил отправить его на более сложный, но в то же время престижный участок работы в Перу на замену проштрафившемуся и отозванному в Испанию Франсиско де Толедо.
В Перу новый вице-король отбыл из Акапулько в 1580 году, а в должность вступил 23 сентября 1581 года. Каких-либо выдающихся и успешных деяний Энрикес де Альманса сделать не успел. Он уже был слаб здоровьем и среди населения Лимы получил прозвище «подагрик» (исп. Gotoso) из-за своей болезни.
Мартин Энрикес де Альманса скончался в Лиме 13 марта 1583 года.